# Moonee Ponds
Moonee Ponds ist ein Stadtteil der australischen Metropole Melbourne und liegt nördlich des Stadtzentrums (Central Business District) und hat 14.250 Einwohner. Der Stadtteil gehört zur Local Government Area Moonee Valley City und dort ist auch der Sitz der Verwaltung (Council).
Das Klima dort ist oft um einiges besser als im Rest Melbournes. In Moonee Ponds benutzt man zur Fortbewegung am besten die Straßenbahn (Metlink).

## Geschichte
In Moonee Ponds befindet sich eine relativ kleine,  jedoch schöne Shoppingmeile mit zahlreichen Cafés und Läden in der Puckle Street.
In dem Stadtteil befindet sich auch der Queens Park mit einem kleinen See mit Wasserspielen, der ein beliebter Treffpunkt für die Bewohner ist.
Monee Ponds liegt zwischen den Stadtteilen Essendon und Ascot Vale. Die Westgrenze bildet der Maribyrnong River, im Osten liegt der Monee Ponds Creek, an dem eine beliebte etwa 25 km lange Fahrradstrecke bis in die Docklands Richtung Flughafen führt.

## Söhne und Töchter der Stadt
- Steve Irwin (1962–2006), Tierfilmer